# Бруњера (Порденоне)
Бруњера (итал. Brugnera) је насеље у Италији у округу Порденоне, региону Фурланија-Јулијска крајина.
Према процени из 2011. у насељу је живело 5585 становника. Насеље се налази на надморској висини од 16 м.

## Становништво
| 1936. | 1951. | 1961. | 1971. | 1981. | 1991. | 2001. | 2011. |
| ----- | ----- | ----- | ----- | ----- | ----- | ----- | ----- |
| 5.166 | 5.587 | 5.385 | 6.398 | 7.579 | 7.889 | 8.112 | 9.254 |